# Incidente fronterizo entre España y Marruecos de 2021
El incidente fronterizo entre España y Marruecos de 2021 es un incidente migratorio causado por el cruce masivo de personas por las playas de la frontera entre ambos países en dirección a Ceuta y Melilla en España iniciado el lunes 17 de mayo de 2021. Se originó debido a un deterioro de las relaciones diplomáticas entre la monarquía marroquí y el Gobierno de España, después de que este último admitiera el traslado del mayor representante del Frente Polisario, enfrentado a Marruecos en el conflicto del Sahara Occidental, a un hospital español en La Rioja, en abril de 2021. Un mes después de la hospitalización, las fuerzas de seguridad marroquíes situadas en la frontera en Ceuta (y en menor medida las de Melilla) relajaron los mecanismos de control de ésta, permitiendo el paso de migrantes provenientes de Marruecos a la ciudad española, la mayoría de los cuales realizaron el trayecto a nado.
Aproximadamente 8000 inmigrantes irregulares —de los cuales 1500 correspondían a menores de edad— cruzaron la frontera de la ciudad autónoma de Ceuta por los espigones de las playas de Benzú y El Tarajal. El Gobierno español respondió trasladando fuerzas de seguridad a la zona e implementando un mecanismo de devolución en caliente.  La mayoría de los recién llegados fueron devueltos a Marruecos en los pocos días posteriores al incidente.
Hasta la fecha, se trata de la entrada de personas por la frontera de forma irregular más numerosa en España.

## Antecedentes
España y Marruecos poseen un acuerdo bilateral orientado a controlar la llegada de migrantes al territorio español. El acuerdo conlleva la cooperación por parte del país africano a la hora de limitar el acceso en la frontera de las ciudades autónomas de Ceuta y Melilla; ambas constituyen enclaves españoles localizados al norte de Marruecos, y son el único punto de entrada terrestre a la Unión Europea desde el continente africano.
En abril de 2021, Brahim Ghali, líder del Frente Polisario y presidente de la República Árabe Saharaui Democrática — enfrentado con Marruecos por la ocupación militar del Sahara Occidental—, fue ingresado por COVID-19 en un hospital de Logroño con una identidad falsa. Según el semanal Jeune Afrique, este habría sido hospitalizado por razón de un cáncer digestivo.
La hospitalización provocó una reacción negativa por parte del Gobierno marroquí, que citó al embajador español en el país para expresar su repudia ante el acto, e incluso consideró —según fuentes cercanas al Gobierno marroquí— otorgar asilo político al líder del movimiento independentista catalán Carles Puigdemont. Por su parte, el Ministerio de Asuntos Exteriores de España respondió justificando la entrada de Ghali en el territorio español «por razones estrictamente humanitarias». A consecuencia de esto, se desató una crisis diplomática entre Madrid y Rabat.
Karima Benyaich, embajadora de Marruecos en España, afirmó en unas declaraciones sobre la hospitalización de Ghali, que «hay actos que tienen consecuencias y se tienen que asumir», y calificó la actuación española de «inconsistente con el espíritu de amistad y buenas relaciones de vecinos entre los dos países». Más tarde sería llamada a consultas por parte de ambos gobiernos, acción que suele ser considerada como un punto tenso en las relaciones diplomáticas entre dos naciones. En unas declaraciones del 20 de mayo de 2021, el ministro de Exteriores marroquí, Nasser Bourita, confirmó que el malestar de Rabat tuvo origen en el traslado de Ghali, protestando por el hecho de que hubiese sido acogido en España con pasaporte e identidad falsos.

## Desarrollo

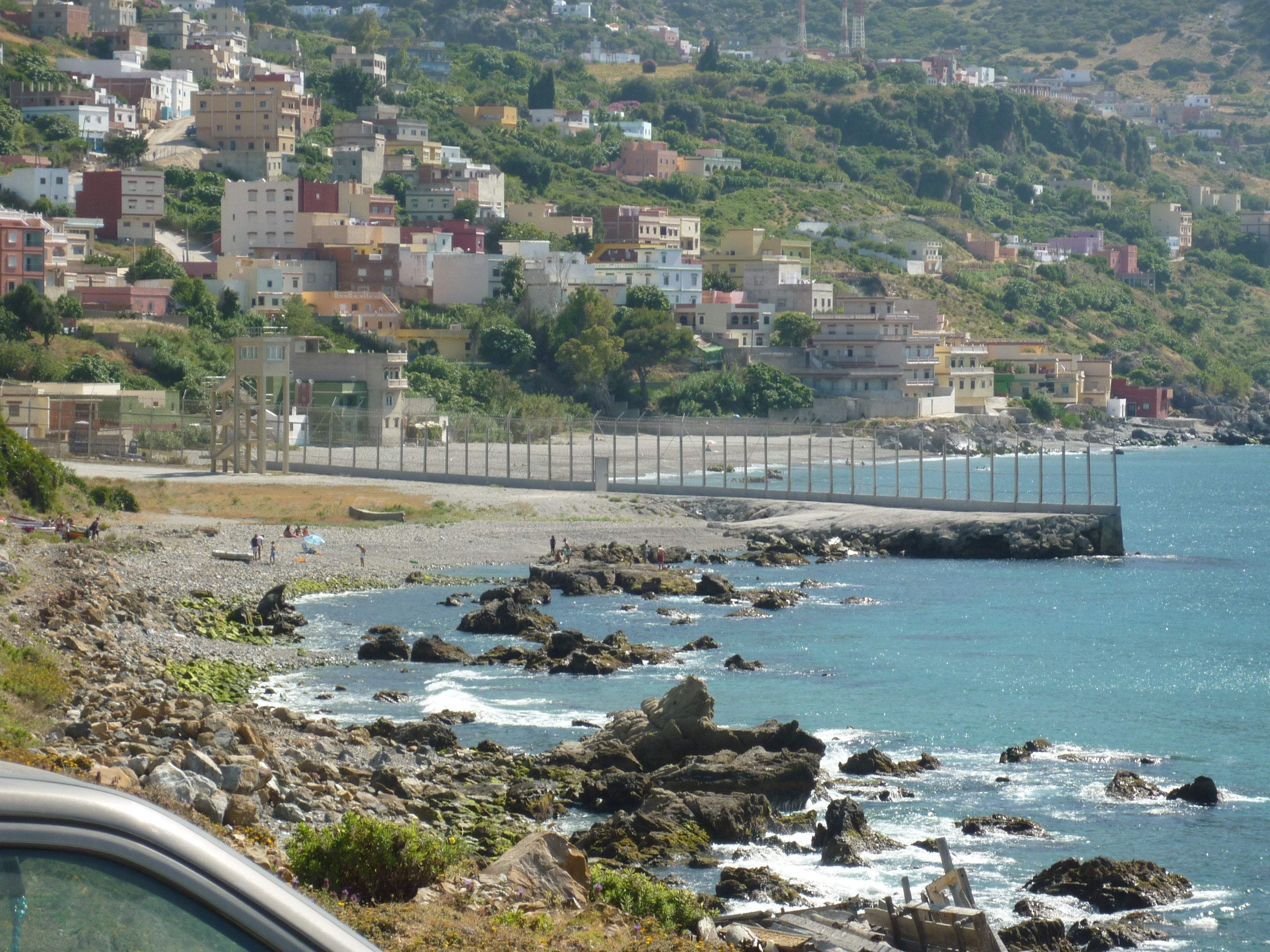
Uno de los espigones vallados, en Benzú (Ceuta), por donde se realizó el cruce masivo.

La noche del domingo 16 de mayo de 2021 se desató el rumor de que las fuerzas de seguridad marroquíes en la frontera entre Marruecos y la ciudad española de Ceuta habían relajado el control y permitían el paso. Según declaraciones de la policía española, estas mostraban una «inusual pasividad». Según el gobierno de Rabat, la gendarmería marroquí se encontraba fatigada «tras las fiestas del fin de Ramadán».
En la madrugada del 17 de mayo de 2021, aproximadamente a las 02:00 horas (GMT+1), una ola de migrantes provenientes de Marruecos comenzó a llegar a las costas de Ceuta. Entre el 17 y el 18 de mayo llegaron a esta ciudad más de 8000 inmigrantes, entre los cuales se hallaban aproximadamente 1500 menores de edad. La gran mayoría de ellos cruzó la frontera a nado. La llegada repentina de inmigrantes provocó una crisis humanitaria ante la incapacidad de España de lidiar con la situación.
La mañana del 18 de mayo, el presidente del Gobierno español, Pedro Sánchez, anunció que los llegados de forma irregular serían «devueltos inmediatamente» según el acuerdo bilateral firmado entre España y Marruecos. Asimismo, el Ministerio de Defensa de España respondió trasladando a 200 agentes de policía a la zona como apoyo a las 1200 unidades encargadas de patrullar la frontera habitualmente, que colocarían vehículos blindados a lo largo de la playa con el objetivo de interceptar nuevas llegadas. Voluntarios de la Cruz Roja Española también acudieron al lugar para asistir a algunos inmigrantes que sufrían hipotermia y fatiga severa tras cruzar a nado la zona del rompeolas que señala el límite entre los dos países. El Gobierno español habilitó también un sistema de tramitación rápida con el objetivo de agilizar el proceso de devolución. Algunos migrantes afirmaron, a través de declaraciones a Eldiario.es, que la policía marroquí les había dejado pasar la frontera. Según declaraciones de algunos vecinos de Castillejos, ciudad marroquí próxima a la frontera de Ceuta, jóvenes de la ciudad realizaron el trayecto hasta el enclave español alentados por la falsa idea de que había futbolistas famosos presentes en la ciudad española.
A media tarde del mismo día, el Gobierno español anunció que había tramitado la expulsión de 4000 inmigrantes. Los menores fueron trasladados a Piniés y a distintas bases navales de la zona, donde se les aplicó una cuarentena según la regulación habilitada ante la pandemia de COVID-19. El mismo día, el gobierno aprobó una partida de 30 millones de euros destinados a apoyar a Marruecos en el control de su frontera. En unas declaraciones, Sánchez animó a Marruecos a «cooperar» y a garantizar «el respeto a las fronteras mutuas». Asimismo, se dio un flujo mayor de llegadas a la ciudad autónoma de Melilla —también situada al norte de Marruecos—, donde 80 inmigrantes cruzaron la doble valla que separa las dos naciones.
El 20 de mayo, la embajadora marroquí en Madrid, Karima Benyaich, aseguró que no regresaría a su embajada en España mientras el líder del Polisario saharaui permaneciese en territorio español, reconociendo el asunto como «verdadera causa» de la crisis; y lamentó la «campaña de hostilidad mediática» por parte de los medios de comunicación españoles contra el país africano.

### Desescalada de la tensión
La jornada del 19 de mayo resultó el punto de inflexión en el incidente fronterizo, después de que el Gobierno de Marruecos diera órdenes expresas de controlar el tránsito de inmigrantes desde su lado de la frontera.
Para la madrugada del miércoles, tras el efecto del refuerzo policial marroquí en la frontera y las devoluciones en caliente por parte de las fuerzas de seguridad españolas, el flujo de llegadas se había reducido significativamente; y, aunque estas todavía se producían, se daban en grupos reducidos y espaciadas en el tiempo. Cruz Roja confirmó que el número de personas atendidas fue inferior al de las madrugadas de los días anteriores. Mientras tanto, en las ciudades marroquíes cercanas a la frontera se produjeron enfrentamientos con las fuerzas de seguridad del país alauita, protagonizados por parte de grupos que trataban de llegar hasta España.
Además, la noche del 20 de mayo, la delegada del gobierno en Melilla anunció que las Fuerzas Armadas se desplegarían en la frontera de la ciudad autónoma con el objetivo de reforzar la vigilancia y la seguridad de la frontera. El Gobierno español diseñó un plan de distribución por las distintas comunidades autónomas para los menores que quedaron atrapados en Ceuta. A día 23 de mayo, había al menos 438 menores extranjeros no acompañados siendo atendidos por los servicios sociales en la ciudad.

## Reacciones
Diversas fuentes dentro de España criticaron el irredentismo marroquí sobre Ceuta y Melilla; el Partido Istiqlal del país magrebí, de línea ultranacionalista marroquí, expresó en mayo de 2021 que la acción española de acoger a Ghali «empaña seriamente» sus relaciones bilaterales. El Frente Polisario cuestionó a Istiqlal, recordando al Gobierno español que el mencionado partido, en sus relaciones, defiende que «la integridad territorial del Reino de Marruecos quedará incompleta sin recuperar todas las tierras marroquíes ocupadas, incluidas Ceuta y Melilla».
El presidente del gobierno, Pedro Sánchez, y el ministro del Interior, Fernando Grande-Marlaska, volaron a la zona. La ministra de Derechos Sociales, Ione Belarra, advirtió que las devoluciones «se tienen que hacer con vigilancia judicial». Unidas Podemos, como socio de gobierno, pidió que se detallaran las actuaciones del ejército, sobre todo en lo relativo a la atención de menores. El presidente de la Ciudad Autónoma de Ceuta, Juan Jesús Vivas, se refirió a la situación como «una invasión», y afirmó que el ambiente en la ciudad se asemejaba a «un estado de excepción».
Desde la oposición, el Partido Popular culpó al Gobierno español de la crisis y exigió la «devolución inmediata» de los llegados. El líder del partido político Vox, Santiago Abascal, caracterizó el incidente de «invasión marroquí» por parte de «soldados obedeciendo a su gobierno», y pidió actuar mediante el uso de la fuerza militar.
Desde Bruselas, la presidenta de la Comisión Europea, Ursula von der Leyen, se solidarizó con España y llamó al consenso para producir un nuevo Pacto sobre Migración; por su parte, la comisaria europea de Asuntos de Interior, Ylva Johansson, advirtió al Gobierno de Marruecos que «las fronteras españolas son fronteras europeas». Otros altos cargos de la Unión Europea también expresaron sus opiniones: Charles Michel, presidente del Consejo Europeo, David Sassoli, presidente del Parlamento Europeo, y Margaritis Schinás, comisario europeo.
El ex vicepresidente del consejo de ministros de Italia y líder del partido ultraderechista Liga Norte, Matteo Salvini, aplaudió la actuación del Gobierno español en la frontera con Ceuta en un tuit que decía en italiano: «España, con un gobierno de izquierda, enviará el ejército a la frontera para bloquear la entrada de inmigrantes ilegales».
Amnistía Internacional criticó el hecho de que los migrantes fueran utilizados como «peones de juego político», pidiendo una investigación sobre el presunto uso de la violencia por parte de las fuerzas de seguridad españolas, y realizando un llamamiento a la Unión Europea a no «hacer la vista gorda» antes los posibles abusos que podrían haberse cometido en territorio comunitario. Asimismo, pidió garantizar la protección de los menores arribados al país europeo y denunció el «largo historial de abuso de los derechos de los solicitantes de asilo y los migrantes» por parte de Marruecos.

### Acoso a una voluntaria de la Cruz Roja
Tras el suceso, varios medios de comunicación difundieron imágenes en las que una voluntaria de la Cruz Roja abrazaba a un migrante en la playa de Ceuta. Horas después de que se hicieran virales, sin embargo, la voluntaria cerró sus cuentas en redes sociales debido a una serie de críticas por parte de usuarios anónimos y personajes vinculados a la extrema derecha española, como Cristina Seguí y Hermann Tertsch. La joven intervino más tarde en RTVE para explicar que, tras la operación de doxxing, los usuarios habían revelado su información personal y la habían insultado con improperios racistas; la joven describió el abrazo como «lo más normal del mundo», afirmando que el migrante se encontraba llorando tras luchar contra la fatiga. Tras las declaraciones, no obstante, la joven acabaría recibiendo multitud de mensajes de apoyo a través de Twitter con el hashtag #GraciasLuna, entre otros, por parte de la ministra de Economía, Nadia Calviño; la ministra de Trabajo, Yolanda Díaz; y el presidente de la Federación Internacional de Sociedades de la Cruz Roja y de la Media Luna Roja, Jagan Chapagain.